# Чемпионат Европы по фигурному катанию 1893
Чемпионат Европы по фигурному катанию 1893 года проходил в Берлине (Германия) 21—22 января 1893 года. Соревновались только мужчины по программе обязательных упражнений. Победу во второй раз подряд одержал Эдуард Энгельманн-младший. На конгрессе ИСУ 1895 года результаты этого чемпионата были признаны недействительными.

## Участники
Чемпионат оказался самым представительным — в нём приняли участие 8 спортсменов из 5 стран.
| Место | Имя                 | Страна   | Баллы |
| ----- | ------------------- | -------- | ----- |
| 1     | Эдуард Энгельманн   | Австрия  | 11    |
| 2     | Хеннинг Гренандер   | Швеция   | 16    |
| 3     | Георг Захариадес    | Австрия  | 21    |
| 4     | Тибор фон Фёльдвари | Венгрия  | 25    |
| 5     | Карл Заге           | Австрия  | 35    |
| 6     | Франц Цилли         | Германия | 39    |
| 7     | Фриц Хельмунд       | Германия | 49    |
| 8     | Йохан Лефстад       | Норвегия | 53    |

Судьи:
- К. Филлунгер  Австрия
- Э. Савор  Австрия
- Л. фон Штуллер  Венгрия
- Х. Цедерстрём  Швеция
- А. Кайдель  Германия
- Х. Вендт  Германия
- К. фон Шлеммер  Венгрия